# 언데드 (2009년 영화)
언데드(The Unborn)는 2009년 공개된 미국의 공포 영화이다.

## 줄거리
케이시 벨던은 밤마다 기이한 개들과 파란 눈의 악한 아이가 자신을 쫓아다니는 악몽 같은 환각에 시달린다. 어느 날, 이웃집 아이를 돌보던 중 아이가 거울에 비친 자신의 모습을 보는 것을 발견하고, 케이시는 섬뜩한 말을 듣고 충격을 받는다. 이후 거울을 보면 안 된다는 미신과 함께 자신의 눈 색깔이 변하는 것을 경험하면서 불안감은 커진다.
케이시는 아버지로부터 뱃속에서 죽은 쌍둥이 형제가 있었고 그 이름을 "점비"라고 불렀다는 사실을 알게 된다. 그녀는 이 사건들이 자신의 태어나지 못한 쌍둥이 형제의 영혼, 즉 악령 '디북'이 자신을 통해 현세에 태어나려 하는 것임을 깨닫는다.
할머니 소피를 통해 과거 나치 실험에서 죽은 쌍둥이 형제와 관련된 디북의 저주가 가문 대대로 이어져 왔다는 것을 알게 된다. 소피는 케이시에게 보호를 위한 부적을 주고, 모든 거울을 파괴하라고 조언하며 랍비 샌닥을 소개한다. 랍비는 처음엔 믿지 않지만, 기이한 사건들을 목격하면서 디북을 쫓아내기 위한 퇴마 의식을 시작한다. 하지만 그 과정에서 많은 사람들이 디북에게 공격받고 목숨을 잃는다. 
결국 퇴마 의식을 통해 디북은 인간 세계에서 쫓겨나지만, 케이시의 남자친구 마크는 목숨을 잃는다. 사건이 일단락되는 듯했지만, 케이시는 자신이 마크의 쌍둥이를 임신했다는 사실을 알게 되면서 디북이 왜 자신에게 나타났는지에 대한 의문을 품으며 이야기가 끝난다.

## 출연

### 주연
- 오데트 애나벨
- 게리 올드만
- 메건 굿

### 조연
- 캠 지갠뎃
- 이드리스 엘바
- 제인 알렉산더
- 아티커스 샤퍼
- 제임스 레마
- 칼라 구기노
- C.S. 리
- 마이클 새손
- 에단 컷코스키
- 크레이그 J. 해리스
- 레이첼 브로스나한
- 킴벌리 멜렌
- 브라이언 볼랜드

## 기타
- 미술: 크레이그 잭슨
- 의상: 크리스틴 웨이다
- 세트: 데시 울프
- 배역: 주엘 베스트롭
- 배역: 세스 양클위츠